# Týniště (Dél-plzeňi járás)
Týniště település Csehországban, a Dél-plzeňi járásban. Týniště Horšice, Skašov, Měčín, Kbel és Vlčí településekkel határos. Lakosainak száma 53 fő (2024. január 1.).

## Népesség
A település lakosságának változását az alábbi diagram mutatja:
| Lakosok száma | 183  | 159  | 182  | 105  | 61   | 49   | 44   | 45   | 50   | 53   |
|               | 1869 | 1890 | 1921 | 1950 | 1980 | 2001 | 2017 | 2019 | 2022 | 2024 |